# Bunila
Bunila (ungarisch Bunyila oder Bunyilafalva) ist eine Gemeinde im Kreis Hunedoara, in der Region Siebenbürgen in Rumänien.

## Geographische Lage

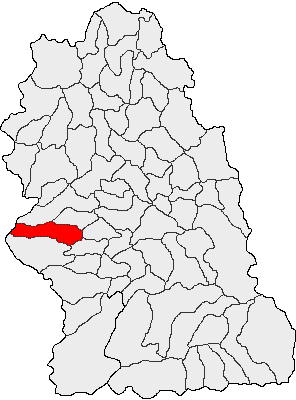
Lage der Gemeinde Bunila im Kreis Hunedoara

Die Gemeinde Bunila befindet sich in den Südostausläufern des Poiana-Ruscă-Gebirges, südwestlich des Siebenbürgischen Beckens. In der historischen Region des Stuhlbezirks Vajdahunyad im Komitat Hunyad (Komitat Eisenmarkt) liegt die Gemeinde heute im Westen des Kreises Hunedoara. Am Bach Nădrab und an der Kreisstraße (drum județean) DJ 687E befindet sich der Ort Bunila ca. 30 Kilometer westlich der Stadt Hunedoara; die Kreishauptstadt Deva (Diemrich) liegt etwa 50 Kilometer nördlich von Bunila entfernt.

## Geschichte
Das im Mittelalter rumänische Hörigendorf der Adelsfamilie Munja wurde erstmals 1460 urkundlich erwähnt. Auf dem Areal des eingemeindeten Dorfes Alun (Nußdorf) wurden nach Angaben von G. Téglás archäologische Funde, welche auf eine Eisenerzförderung in der Römerzeit deuten, gemacht.
Wegen der schlechten Infrastruktur der Gemeinde, fiel die Bevölkerungsanzahl seit 1930–1977 stetig, wonach diese bis 2002 drastisch runter ging. Wegen der geringen Bevölkerungsanzahl der Gemeinde, befürchtete 2012 der Bürgermeister deren Spaltung.

## Demografie
Bei der Volkszählung 1850 lebten auf dem Gebiet der heutigen Gemeinde 1106 Menschen, 1103 davon waren Rumänen, zwei waren Roma und einer war ein Ungar. Die höchste Einwohnerzahl (1692) – gleichzeitig die der Rumänen (1663) und der Roma (16) – wurde 1930 erreicht. Die höchste Anzahl der Deutschen (38) wurde 1900 und die der Magyaren (49) 1910 ermittelt. Des Weiteren bekannten sich 1966 einer und 1992 zwei als Ukrainer und je einer 1900 und 1966 als Slowake. 2002 wurden in der Gemeinde Bunila 462 ausschließlich Rumänen registriert. 2011 wurden in 298 Haushalten 306 Menschen gezählt.

## Sehenswürdigkeiten
- In Bunila die Holzhäuser der Familie Ioan Grunițan und der Familie Sofia Nandra, beide im 20. Jahrhundert errichtet, stehen unter Denkmalschutz.[8]
- Die Holzkirche Adormirea Maicii Domnului, im eingemeindeten Dorf Alun, im 18. Jahrhundert errichtet, steht unter Denkmalschutz.[8]